# آدم دوغاتي
آدم دوغاتي (بالإنجليزية: Adam Doughty)‏ هو مدرس بريطاني، ولد في 19 أبريل 1961 في لندن في المملكة المتحدة.